# Campeonato Mundial de Ciclismo en Pista de 2011
El CVIII Campeonato Mundial de Ciclismo en Pista se celebró en Apeldoorn (Países Bajos) entre el 23 y el 27 de marzo de 2011 bajo la organización de la Unión Ciclista Internacional (UCI) y la Real Federación Neerlandesa de Ciclismo.
Las competiciones se realizaron en el velódromo Omnisport Apeldoorn de la ciudad holandesa. Fueron disputadas 19 pruebas: 10 masculinas y 9 femeninas.

## Países participantes
Participaron 355 cilcistas (hombres/mujeres) de 20 federaciones nacionales afiliadas a la UCI:
| África (CAC)    | América (COPACI) | Asia (ACYC) | Europa (UEC) | Oceanía (OCF)                         |
| --------------- | --- | --- | --- | ------------------------------------- |
| Sudáfrica (1/-) | Argentina (2/-) · Canadá (5/5) · Chile (5/1) · Colombia (9/3) · Cuba (-/3) · Estados Unidos (4/5) · México (-/2) · Venezuela (3/2) | China (6/5) · Corea del Sur (-/3) · Hong Kong (4/4) · Japón (7/3) · Kazajistán (1/-) · Malasia (4/1) · Tailandia (1/2) · China Taipéi (-/2) · Uzbekistán (2/-) | Alemania (16/7) · Austria (3/-) · Bélgica (8/4) · Bielorrusia (-/4) · Dinamarca (5/-) · Eslovaquia (-/1) · Eslovenia (1/-) · España (13/4) · Francia (13/4) · Grecia (8/2) · Irlanda (1/1) · Italia (10/5) · Lituania (-/7) · Países Bajos (14/7) · Polonia (7/4) · Reino Unido (9/8) · República Checa (9/2) · Rusia (17/10) · Suiza (7/2) · Ucrania (6/5) | Australia (12/7) Nueva Zelanda (12/5) |

## Medallistas

### Masculino
| Evento                          | Oro                                                                          | Plata                                                                                 | Bronce                                                                        |
| ------------------------------- | ---------------------------------------------------------------------------- | ------------------------------------------------------------------------------------- | ----------------------------------------------------------------------------- |
| Velocidad individual (25.03)    | Jason Kenny Reino Unido                                                      | Chris Hoy Reino Unido                                                                 | Mickaël Bourgain Francia                                                      |
| Velocidad por equipos (23.03)   | Alemania · René Enders · Maximilian Levy · Stefan Nimke · 44,483             | Reino Unido Matthew Crampton Chris Hoy Jason Kenny 44,235                             | Australia Daniel Ellis Matthew Glaetzer Jason Niblett 45,241                  |
| Persecución individual (24.03)  | Jack Bobridge Australia 4:21,141                                             | Jesse Sergent Nueva Zelanda 4:23,865                                                  | Michael Hepburn Australia 4:22,553                                            |
| Persecución por equipos (23.03) | Australia Jack Bobridge Rohan Dennis Luke Durbridge Michael Hepburn 3:57,832 | Rusia · Alexei Markov · Yevgueni Kovaliov · Ivan Kovaliov · Alexandr Serov · 4:02,229 | Reino Unido Edward Clancy Steven Burke Peter Kennaugh Andrew Tennant 4:02,781 |
| 1 km contrarreloj (27.03)       | Stefan Nimke · Alemania · 1:00,793                                           | Teun Mulder · Países Bajos · 1:01,179                                                 | François Pervis Francia 1:01,228                                              |
| Carrera por puntos (25.03)      | Edwin Ávila · Colombia · 33 pts.                                             | Cameron Meyer Australia 25 pts.                                                       | Morgan Kneisky Francia 23 pts.                                                |
| Scratch (23.03)                 | Kwok Ho Ting Hong Kong                                                       | Elia Viviani · Italia                                                                 | Morgan Kneisky Francia                                                        |
| Keirin (26.03)                  | Shane Perkins Australia                                                      | Chris Hoy Reino Unido                                                                 | Teun Mulder · Países Bajos                                                    |
| Madison (27.03)                 | Leigh Howard Cameron Meyer Australia 8 pts.                                  | Martin Bláha · Jiří Hochmann · República Checa · 1 pts.                               | Theo Bos · Peter Schep · Países Bajos · 21 (-1) pts.                          |
| Ómnium (26.03)                  | Michael Freiberg Australia 34 pts.                                           | Shane Archbold Nueva Zelanda 38 pts.                                                  | Gijs Van Hoecke · Bélgica · 41 pts.                                           |

### Femenino
| Evento                          | Oro                                                              | Plata                                                          | Bronce                                                         |
| ------------------------------- | ---------------------------------------------------------------- | -------------------------------------------------------------- | -------------------------------------------------------------- |
| Velocidad individual (26.03)    | Anna Meares Australia                                            | Simona Krupeckaitė · Lituania                                  | Victoria Pendleton Reino Unido                                 |
| Velocidad por equipos (24.03)   | Australia Anna Meares Kaarle McCulloch 33,237                    | Reino Unido Victoria Pendleton Jessica Varnish 33,525          | China Guo Shuang Gong Jinjie Lin Junhong 33,586                |
| Persecución individual (25.03)  | Sarah Hammer Estados Unidos 3:32,933                             | Alison Shanks Nueva Zelanda 3:33,229                           | Vilija Sereikaitė · Lituania · 3:37,643                        |
| Persecución por equipos (24.03) | Reino Unido Laura Trott Wendy Houvenaghel Danielle King 3:23,419 | Estados Unidos Sarah Hammer Dotsie Bausch Jennie Reed 3:25,308 | Nueva Zelanda Kaytee Boyd Jaime Nielsen Alison Shanks 3:24,065 |
| 500 m contrarreloj (23.03)      | Olga Panarina · Bielorrusia · 33,896                             | Sandie Clair Francia 33,919                                    | Miriam Welte · Alemania · 34,496                               |
| Carrera por puntos (23.03)      | Tatsiana Sharakova · Bielorrusia · 30 pts.                       | Jarmila Machačová · República Checa · 20 pts.                  | Giorgia Bronzini · Italia · 14 pts.                            |
| Scratch (26.03)                 | Marianne Vos · Países Bajos                                      | Katherine Bates Australia                                      | Danielle King Reino Unido                                      |
| Keirin (27.03)                  | Anna Meares Australia                                            | Olga Panarina · Bielorrusia                                    | Clara Sanchez Francia                                          |
| Ómnium (27.03)                  | Tara Whitten · Canadá · 23 pts.                                  | Sarah Hammer Estados Unidos 31 pts.                            | Kirsten Wild · Países Bajos · 42 pts.                          |

## Medallero
| Núm. | País            | Oro | Plata | Bronce | Total |
| ---- | --------------- | --- | ----- | ------ | ----- |
| 1    | Australia       | 8   | 2     | 2      | 12    |
| 2    | Reino Unido     | 2   | 4     | 3      | 9     |
| 3    | Bielorrusia     | 2   | 1     | 0      | 3     |
| 4    | Alemania        | 2   | 0     | 1      | 3     |
| 5    | Estados Unidos  | 1   | 2     | 0      | 3     |
| 6    | Países Bajos    | 1   | 1     | 3      | 5     |
| 7    | Canadá          | 1   | 0     | 0      | 1     |
| 7    | Colombia        | 1   | 0     | 0      | 1     |
| 7    | Hong Kong       | 1   | 0     | 0      | 1     |
| 10   | Francia         | 0   | 1     | 5      | 6     |
| 11   | Nueva Zelanda   | 0   | 3     | 1      | 4     |
| 12   | República Checa | 0   | 2     | 0      | 2     |
| 13   | Italia          | 0   | 1     | 1      | 2     |
| 13   | Lituania        | 0   | 1     | 1      | 2     |
| 15   | Rusia           | 0   | 1     | 0      | 1     |
| 16   | Bélgica         | 0   | 0     | 1      | 1     |
| 16   | China           | 0   | 0     | 1      | 1     |
|      | TOTAL           | 19  | 19    | 19     | 57    |